# Distretto di Zhongshan (Liupanshui)
Il distretto di Zhongshan (钟山区S, Zhōngshān QūP) è un distretto della Cina, situato nella provincia del Guizhou e amministrato dalla prefettura di Liupanshui.